# Зубов Платон Олександрович
Граф (з 1793), ясновельможний князь (з 1796) Платон Олександрович Зубов  (26 листопада 1767 — 19 квітня 1822 с. Пілсрундале, Рундальский край, Латвія)  — останній фаворит Катерини II.

## Біографія
Він служив офіцером у конній гвардії. Катерина II дала йому графський титул. Він був її коханцем, незважаючи на значну різницю у віці, що широко коментували (вона могла бути його матір'ю). Після смерті князя Потьомкіна у 1792 році він отримав командування артилерією, Чорноморським флотом та генерал-губернаторство в Новоросійську. Він не мав кваліфікації, був жадібним і невігласним, і водночас заздрив іншим політикам. Одним з міністрів, проти якого він боровся, був Олександр Безбородько. Наприкінці життя Катерини II він отримав герцогський титул і отримав землю в Польщі. Цар Павло І Романов, зійшовши на престол, вигнав його за кордон і конфіскував власність, але потім все відновив і дозволив повернутися в країну.
Два його брати Валеріан Зубов та Микола Зубов (1763—1805) зробили кар'єру завдяки його захисту.

## Нагороди
Російськи
- Орден Андрія Первозванного
- Орден Святого Володимира 1 ступеня
- Орден Святого Олександра Невського
- Орден Святої Анни

Іноземні
- Орден Чорного орла
- Орден Червоного орла
- Орден Білого орла (Річ Посполита)
- Орден Святого Станіслава (Польща)